# Tentativas de assassinato de Adolf Hitler
Esta é uma lista incompleta de tentativas documentadas de assassinar Adolf Hitler.
Todas as tentativas ocorreram no Reich Alemão, exceto onde indicado. Não menos do que 42 conspirações foram descobertas por historiadores. No entanto, o número exato não pode ser determinado com precisão, devido a um número desconhecido de casos não documentados.
| Data                   | Local                             | Tentado por                                                     | Resumo |
| ---------------------- | --------------------------------- | --------------------------------------------------------------- | --- |
| 1932                   | Hotel Kaiserhof (Berlim)          | Desconhecido                                                    | Hitler e vários membros de sua equipe adoeceram depois de jantar no renomado Hotel Kaiserhof em Berlim. Suspeitou-se de envenenamento, mas nenhuma prisão foi efetuada. O próprio Hitler pareceu ser o menos afetado pelo suposto envenenamento, possivelmente devido à sua dieta vegetariana. |
| 9 de fevereiro de 1933 | Berlim                            | Ludwig Aßner                                                    | Ludwig Aßner, um político alemão e membro do Parlamento Estadual da Baviera, enviou uma carta envenenada a Hitler a partir da França. Um conhecido de Aßner avisou Hitler, e a carta foi interceptada. |
| 1934                   | Berlim                            | Beppo Römer                                                     | O membro do Freikorps Beppo Römer jurou assassinar Hitler como vingança pela Noite das Facas Longas, mas foi entregue à Gestapo antes que um plano concreto pudesse ser formulado. Ele foi preso no campo de concentração de Dachau até 1939. Römer foi preso novamente por atividades anti-nazistas e finalmente executado na Prisão de Brandenburg-Görden em 1944. |
| 1934                   | Berlim                            | Dr. Helmut Mylius                                               | O Dr. Helmut Mylius, líder do Partido Radical da Classe Média (Radikale Mittelstandspartei), de direita, conseguiu infiltrar 160 homens na SS para coletar informações sobre os movimentos de Hitler. A conspiração foi descoberta pela Gestapo e os conspiradores foram presos. Mylius escapou da prisão com a ajuda de amigos influentes, incluindo o marechal de campo Erich von Manstein. |
| 1934                   | Berlim                            | Edgar Jung                                                      | O escritor Edgar Jung, que, por sua função como redator de discursos do vice-chanceler conservador de Hitler, Franz von Papen, tinha a oportunidade de se aproximar de Hitler, planejou matá-lo na primavera de 1934, como primeiro passo de um esquema, juntamente com alguns associados, para derrubar o governo nazista. No entanto, alguns dos confidentes de Jung o convenceram a não prosseguir com o plano, temendo que Hitler morto se tornasse um mártir e, dessa forma, ainda mais perigoso. Jung foi preso pela Gestapo em 25 de junho de 1934, em seu apartamento em Berlim, e assassinado em uma floresta ao norte da cidade, na noite de 30 de junho para 1º de julho de 1934. |
| 1934–1939              | Charlottenburger Chaussee, Berlim | Noel Mason-Macfarlane                                           | O tenente-coronel Noel Mason-MacFarlane, adido militar na Embaixada britânica em Berlim, não confiava em Hitler e cogitou que poderia ser útil planejar o assassinato dele. Uma execução possível seria um tiro de franco-atirador disparado da sala de estar de Mason-Macfarlane, que dava vista para a Charlottenburger Chaussee, onde havia um pódio de saudação de onde Hitler recebia a saudação das forças armadas alemãs durante o seu desfile de aniversário em 20 de abril. Quando Mason-Macfarlane propôs esse plano aos seus superiores, ele foi recusado. O Secretário de Relações Exteriores britânico, Lord Halifax, argumentou que "Ainda não chegamos ao ponto... em que temos de usar o assassinato como substituto da diplomacia". |
| 1935                   | Berlim                            | Grupo de Marwitz                                                | Vários oficiais do Ministério das Relações Exteriores da Alemanha tentaram instigar um golpe militar contra Hitler; eles distribuíram uma carta afirmando que "O juramento de fidelidade a Hitler perdeu seu significado, pois ele está disposto a sacrificar a Alemanha", e que "agora é a hora de agir". |
| 1935                   | Berlim                            | Paul Josef Stuermer                                             | O Dr. Paul Joseph Stuermer liderou um grupo de resistência composto por vários oficiais, professores universitários, empresários e funcionários do governo. O grupo prestou apoio em diversas tentativas de assassinato, incluindo a de Beppo Römer. |
| 20 de dezembro de 1936 | Nuremberg                         | Helmut Hirsch                                                   | Helmut Hirsch, um judeu alemão e membro do Strasserista Frente Negra, recebeu a tarefa de colocar duas malas cheias de explosivos na sede do partido nazista em Nurembergue. O plano foi revelado à Gestapo por um agente duplo e Hirsch foi executado na guilhotina em 4 de junho de 1937. |
| 1937                   | Berlim                            | Josef Thomas                                                    | Em 26 de novembro, o paciente psiquiátrico Josef Thomas, que viajou de Elberfeld a Berlim para atirar em Hitler e no comandante da força aérea Hermann Göring, foi preso pela Gestapo depois de confessar sua intenção. |
| 1937                   | Sportpalast de Berlim             | Homem desconhecido em uniforme da SS                            | Um homem não identificado, trajando o uniforme da SS, supostamente tentou matar Hitler durante um comício no Sportpalast de Berlim. |
| 28 de setembro de 1938 | Berlim                            | Hans Oster, Helmuth Groscurth                                   | O Generalmajor Hans Oster e outros conservadores de alta patente na Wehrmacht formaram um plano para depor Hitler caso ele declarasse guerra à Tchecoslováquia. As forças controladas pelos conspiradores invadiriam a Chancelaria do Reich, prenderiam ou assassinariam Hitler, assumiriam o controle do governo e restaurariam Guilherme II, exilado, como Imperador. O plano, que dependia do apoio britânico contra os nazistas, foi abandonado depois de Reino Unido e França concordarem com a anexação alemã dos Sudetos no Acordo de Munique, neutralizando o risco imediato de guerra. Muitos dos conspiradores mais tarde participaram do complô de 20 de julho de 1944. |
| 9 de novembro de 1938  | Munique                           | Maurice Bavaud                                                  | O estudante de teologia suíço Maurice Bavaud fingiu ser um repórter e planejou atirar em Hitler a partir do palanque, enquanto ele passava durante o desfile. Sua visão de Hitler foi bloqueada pela multidão e ele foi forçado a abandonar o plano. Ele então tentou seguir Hitler, mas não conseguiu. No caminho de volta a Paris, foi descoberto por um cobrador de trem e entregue à Gestapo. Bavaud foi executado na guilhotina na prisão de Plötzensee em Berlim, na manhã de 14 de maio de 1941. |
| 5 de outubro de 1939   | Varsóvia                          | Michał Karaszewicz-Tokarzewski, Serviço pela Vitória da Polônia | O general Michał Karaszewicz-Tokarzewski e outros membros do Exército Polonês tentaram detonar explosivos escondidos durante o desfile da vitória de Hitler em Varsóvia. 500 kg de TNT foram colocados em uma vala, prontos para serem detonados por sapadores poloneses. No entanto, no último momento, o desfile foi desviado, e os sabotadores perderam seu alvo. |
| 8 de novembro de 1939  | Munique                           | Georg Elser                                                     | O carpinteiro alemão Georg Elser colocou uma bomba-relógio no Bürgerbräukeller em Munique, onde Hitler faria seu discurso anual em comemoração ao Putsch da Cervejaria. Hitler saiu mais cedo do que o esperado, e a bomba explodiu, matando oito pessoas e ferindo outras sessenta e duas. Após a tentativa, Elser foi mantido como prisioneiro por mais de cinco anos, até ser executado no campo de concentração de Dachau menos de um mês antes da rendição da Alemanha Nazista. |
| 1939                   | Berlim                            | Erich Kordt                                                     | O diplomata e membro da resistência alemã Erich Kordt elaborou um plano de assassinato junto com o oficial Hasso von Etzdorf para colocar explosivos, mas o plano foi abandonado depois que as restrições de segurança, após a tentativa de Georg Elser, tornaram muito perigosa a aquisição e o transporte dos explosivos necessários. |
| 1941–1943 (vários)     | Berlim                            | Beppo Römer                                                     | Beppo Römer, junto com diversos co-conspiradores do Círculo Solf, planejou mais uma vez assassinar Hitler. Ele obteve fundos de Nikolaus von Halem e manteve registro dos movimentos de Hitler por meio de um contato no Comando da Cidade de Berlim. No entanto, antes que surgisse uma oportunidade, a Gestapo descobriu o complô. Römer foi condenado à morte em 16 de junho de 1944 e executado em 25 de setembro daquele ano na Prisão de Brandenburg-Görden. Von Halem também foi condenado à morte e executado em 9 de outubro de 1944. |
| 1943                   | Walki, Ucrânia                    | Hubert Lanz, Hans Speidel, Hyazinth Graf Strachwitz             | O General der Gebirgstruppe Hubert Lanz e os generais Hans Speidel, Hyacinth Graf Strachwitz e Paul Loehning planejavam prender ou matar Hitler durante sua visita ao Destacamento de Exército Kempf, na Ucrânia. Strachwitz deveria cercar Hitler e seus acompanhantes com seus tanques. Segundo Lanz, ele então prenderia Hitler, e, em caso de resistência, os tanques de Strachwitz matariam todo o grupo. Hitler cancelou a visita, e o plano foi abandonado. Lanz contou sobre esse complô depois da guerra. No entanto, o primo de Strachwitz, Rudolf Christoph Freiherr von Gersdorff, que tentou assassinar Hitler em 1943, afirmou que Strachwitz lhe dissera várias vezes que matar Hitler seria assassinato, pois ele era “muito oficial prussiano” para considerar esse ato. Isso sugere que o plano possa nunca ter existido de fato. |
| 13 de março de 1943    | Voo a partir de Smolensk          | Henning von Tresckow, Fabian von Schlabrendorff                 | No voo de volta após visitar a linha de frente, Hitler esteve no quartel-general do Grupo de Exércitos Centro em Smolensk. Durante a visita, houve várias tentativas contra sua vida: - Sob a liderança do major Georg von Boeselager, vários oficiais planejavam emboscar e assassinar Hitler em um bosque, no trajeto do aeroporto até o quartel-general. Hitler estava escoltado por uma guarda armada da SS; o plano foi então descartado. - Durante o almoço, Tresckow, Boeselager e outros planejaram levantar-se a um sinal e disparar pistolas contra Hitler. O comandante do Grupo de Exércitos, o marechal de campo Günther von Kluge, estava ciente do plano, mas não interveio. Entretanto, o plano foi abandonado quando se constatou que Hitler não estaria presente. Kluge proibiu o ataque, temendo uma possível guerra civil entre a SS e o exército. - Em uma última tentativa, Fabian von Schlabrendorff entregou uma bomba-relógio camuflada como um pacote de duas garrafas de licor a um oficial do grupo de Hitler, como suposto presente para um amigo na Alemanha. A bomba deveria explodir no voo de volta, sobre a Polônia. O pacote foi colocado no compartimento de carga da aeronave, onde congelou, impedindo o detonador de funcionar. Ao perceber a falha, Schlabrendorff voou imediatamente para a Alemanha e recuperou o pacote antes que fosse descoberto.                                                                 |
| 21 de março de 1943    | Berlim                            | Rudolf Christoph Freiherr von Gersdorff                         | Depois de tornar-se amigo próximo do principal conspirador do Grupo de Exércitos Centro, o coronel (mais tarde major-general) Henning von Tresckow, o Generalmajor Gersdorff concordou em se unir à conspiração para matar Hitler, a fim de salvar a Alemanha. Depois que o plano elaborado por Tresckow para assassinar Hitler em 13 de março de 1943 falhou, Gersdorff declarou-se pronto para participar de um atentado que implicaria em sua própria morte. Em 21 de março de 1943, Hitler visitou o Zeughaus Berlim, o antigo arsenal na Unter den Linden. Um grupo de oficiais de alta patente nazistas e militares importantes — entre eles Hermann Göring, Heinrich Himmler, o Generalfeldmarschall Wilhelm Keitel e o grande-almirante Karl Dönitz — também estava presente. Como especialista, Gersdorff deveria guiar Hitler em um tour pela exposição. Momentos depois de Hitler entrar no museu, Gersdorff acionou dois detonadores com atraso de dez minutos escondidos nos bolsos de seu casaco. Seu plano era agarrar Hitler em um abraço fatal. Um plano detalhado para um golpe de Estado estava pronto para ser executado, mas, ao contrário das expectativas, Hitler correu pela exposição em menos de dez minutos. Depois que Hitler saiu do prédio, Gersdorff desativou os artefatos em um banheiro público "no último segundo". Após a tentativa, ele foi transferido de volta para a Frente Oriental e conseguiu escapar de suspeitas. |
| 16 de novembro de 1943 | Toca do Lobo                      | Axel Freiherr von dem Bussche-Streithorst                       | Estimulado por Claus Stauffenberg, o major Axel von dem Bussche concordou em realizar um ataque suicida para matar Hitler. Bussche, que era muito alto, loiro e de olhos azuis — exemplificando o “ideal nórdico” nazista — foi escolhido para modelar pessoalmente o novo uniforme de inverno do Exército diante de Hitler. Em sua mochila, Bussche ocultou uma mina terrestre, que planejava detonar ao abraçar Hitler. No entanto, a exibição foi cancelada depois que o vagão ferroviário contendo os novos uniformes foi destruído em um bombardeio aliado a Berlim. |
| Fevereiro de 1944      | Toca do Lobo                      | Ewald-Heinrich von Kleist-Schmenzin                             | Ewald von Kleist tentou um esquema semelhante ao de Von dem Bussche. No entanto, a inspeção de uniformes foi novamente adiada e, por fim, cancelada por Hitler. |
| 11 de março de 1944    | Berghof                           | Eberhard von Breitenbuch                                        | Em 9 de março de 1944, o membro clandestino da resistência Busch e seus assistentes foram convocados para informar Hitler no Berghof, na Baviera, em 11 de março. Em conversa com Tresckow, Breitenbuch recusou a ideia de um ataque suicida. Em vez disso, ele tentaria atirar na cabeça de Hitler com uma pistola Browning 7,65 mm escondida em seu bolso da calça. Busch e Breitenbuch viajaram em um Condor para a Baviera e tiveram permissão para entrar no Berghof. Mas a SS havia recebido ordens — naquele dia — para não permitir que auxiliares entrassem na sala de conferência com Hitler, impedindo a tentativa de Breitenbuch. |
| 20 de julho de 1944    | Wolf's Lair                       | Claus von Stauffenberg                                          | Claus von Stauffenberg tentou matar Hitler detonando um artefato explosivo escondido em uma pasta, mas falhou devido à localização da bomba no momento da detonação. A explosão causou apenas ferimentos leves a Hitler. |